# 乞伏去列
乞伏去列（？—430年），西秦宗室，陇西鲜卑人，是西秦国王乞伏归的兒子。
429年，乞伏去列的胞兄乞伏什寅和西秦王乞伏暮末的弟弟乞伏軻殊羅策划谋杀乞伏暮末，事情败露。乞伏暮末剖开了乞伏什寅的肚子，将他的尸体扔到河里。镇卫将军乞伏去列、乞伏什寅的胞弟前将军乞伏白養对于乞伏什寅的死，深怀怨恨，口出怨言，430年，乞伏白养、乞伏去列被乞伏暮末先后杀死。